# John Hick
John Harwood Hick (ur. 20 stycznia 1922 w Scarborough, zm. 9 lutego 2012) – brytyjski filozof religii i teolog. Przedstawiciel pluralistycznej teologii religii.

## Życiorys
W 1948 ukończył studia filozoficzne na uniwersytecie w Edynburgu, a w 1950 obronił pracę doktorską na uniwersytecie w Oksfordzie. Pracował jako duchowny prezbiteriański w Northumberlandzie (1953–1956), następnie był wykładowcą filozofii religii w Stanach Zjednoczonych i Wielkiej Brytanii, najdłużej na uniwersytecie w Birminghamie (1967–1982).
Zajmował się m.in. epistemologią religii, problemem zła, a przede wszystkim pluralistyczną teologią religii, w ramach której odrzucił tzw. inkluzywistyczne podejście w dialogu religijnym, zakładające, że także w innych religiach zbawienie jest w istocie związane z ofiarą Chrystusa. Twierdził bowiem, że chrześcijaństwo jest jednym z wielu nurtów życia religijnego, w ramach którego ludzie mogą wejść w zbawczą relację z Bogiem. W konsekwencji zakwestionował bóstwo historycznego Jezusa z Nazaretu.
Był żonaty, miał troje dzieci.

## Publikacje
- Faith and Knowledge, 1957
- Philosophy of Religion, 1963
- Arguments for the Existence of God, 1970 (po polsku jako Argumenty za istnieniem Boga, 1994)
- God and the Universe of Faiths, 1973
- God Has Many Names, 1980
- An Interpretation of Religion, 1984
- The Rainbow of Faiths, 1995
- John Hick: An Autobiography, 2003
- The Fifth Dimension: An Exploration of the Spiritual Realm, 2004
- The New Frontier of Religion and Science, 2006.